# Дирутенийпенталютеций
Дирутенийпенталютеций — бинарное неорганическое соединение
лютеция и рутения
с формулой Lu5Ru2,
кристаллы.

## Получение
- Сплавление стехиометрических количеств чистых веществ:

{\displaystyle {\mathsf {5Lu+2Ru\ {\xrightarrow {1600^{o}C}}\ Lu_{5}Ru_{2}}}}

## Физические свойства
Дирутенийпенталютеций образует кристаллы
моноклинной сингонии, пространственная группа C 2/c, параметры ячейки a = 1,5252 нм, b = 0,6109 нм, c = 0,7223 нм, β = 97,37°, Z = 4,
структура типа дикарбида пентамарганца Mn5C2
.
Соединение конгруэнтно плавится при температуре ≈1600°C .